# Macropteranthes leiocaulis
Macropteranthes leiocaulis är en tvåhjärtbladig växtart som beskrevs av P.I. Forster. Macropteranthes leiocaulis ingår i släktet Macropteranthes och familjen Combretaceae. Inga underarter finns listade i Catalogue of Life.